# آرامگاه شاه ابوالقاسم
بقعه شاه ابوالقاسم یا شاه گردن بلند یا شاه مال بابادی مربوط به دوره قاجار است و در لالی، شاه آباد سادات واقع شده و این اثر در تاریخ ۱۱ دی ۱۳۸۰ با شمارهٔ ثبت ۴۶۸۵ به‌عنوان یکی از آثار ملی ایران به ثبت رسیده است.